# Hybridkärna
En hybridkärna är en variant av en mikrokärna.
Mikro- och hybridkärnor är konstruerade för att vara så små som möjligt. De koncentrerar sig på att stödja processer, i form av grundläggande resurshantering för minne, schemaläggning av processortid och kommunikation mellan processer. All annan funktionalitet, exempelvis filsystem, drivrutiner för hårdvara och fönsterhantering förväntas ligga som separata användarprocesser. Tanken är då att en process kan krascha eller fungera onormalt utan att systemet som helhet upphör att fungera.
Skillnaden mellan hybrid- och mikrokärnor är att de olika systemprocesserna i ett operativsystem med hybridkärna körs i samma adressutrymme i minnet, medan de är skilda från varandra med en mikrokärna. 

## Exempel
Exempel på operativsystem med hybridkärnor.
- BeOS
  - Haiku
- BSD
  - DragonFly BSD
- XNU (kärnan i Darwin som används i Mac OS.
- NetWare
- Plan 9
  - Inferno
- Windows NT inkl Windows 2000, Windows XP, Windows Server 2003, Windows Vista, Windows Server 2008, Windows 7, Windows Server 2012 och Windows 8
  - ReactOS